# Partito Progressista (Israele)
Il Partito Progressista (in ebraico: מִפְלָגָה פְּרוֹגְרֶסִיבִית, Miflega Progresivit) è stato un partito politico israeliano. Il Partito Progressista era un partito liberale la cui maggioranza dei fondatori proveniva dal Partito della Nuova Aliyah, che operava nel periodo pre-natale (prima del 1948). Consisteva principalmente di immigrati provenienti dai paesi dell'Europa centrale.

## Storia
A seguito delle elezioni del 1949, il partito ricevette cinque seggi parlamentari. Idnes Kohen, Yeshayahu Foerder, Awraham Granot, Jizhar Harari e Pinchas Rosen erano i 5 parlamentari che sedevano nella Knesset. Il partito si unì alla coalizione di governo e divenne uno dei partner di Mapai sotto la guida di David Ben Gurion. I suoi membri facevano parte del primo e del secondo governo dell'Israele indipendente.
Dopo le elezioni del 1951, il partito si ridusse in parlamento a quattro seggi. Inizialmente, il partito non faceva parte della coalizione di governo, ma presto divenne un elemento chiave nella maggioranza parlamentare a sostegno del quarto governo di Ben Gurion. Ciò accadde in quanto due partiti religiosi: Agudat Yisrael e Po’alej Agudat Jisra’el lasciarono la coalizione a causa di una disputa sull'educazione religiosa in Israele. Il Partito Progressista appoggiò anche il quinto governo (formato dopo le dimissioni di Ben-Gurion e l'acquisizione della leadership di Mapai da parte di Moshe Sharett), nonché il sesto governo nella storia di Israele.
Il partito tornò ai suoi precedenti punti di forza dopo le elezioni del 1955, quando ottenne di nuovo 5 seggi nella Knesset. I suoi membri facevano parte del settimo e ottavo governo formato dal ritorno di Ben Gurion.
Dopo le elezioni parlamentari del 1959, il partito ottenne un altro rappresentante (rispetto al precedente mandato) e il partito ebbe 6 deputati nella Knesset. Si unì nuovamente alla coalizione di governo formata da Ben Gurion. Durante la quarta legislatura della Knesset, il Partito Progressista si fuse con i Sionisti Generali per formare il Partito Liberale. Poco dopo, il nuovo partito con Herut emise una mozione di censura contro il governo che portò al crollo dell'esecutivo.
I risultati delle elezioni del 1961 portarono molto successo al Partito Liberale: il gruppo divenne la "terza forza" nella Knesset, ma non si unì alla coalizione governativa. Poco dopo, durante il mandato della Knesset, la maggior parte dei deputati del Partito Liberale si unì a Herut per formare Gahal (che alla fine divenne Likud). Tuttavia, i liberali che accettarono di entrare a far parte di Gahal erano in passato membri dei Sionisti Generali. Tuttavia, la maggior parte degli ex membri del Partito Progressista si opposero all'alleanza con Herut e fondarono un partito chiamato Liberali Indipendenti.

## Risultati elettorali
| Elezione          | Voti   | Seggi   |
| ----------------- | ------ | ------- |
| Parlamentari 1949 | 17 786 | 5 / 120 |